# 1. Liga (Polen) 2011/12
Die 1. Liga 2011/12 war die 64. Spielzeit der zweithöchsten polnischen Fußball-Spielklasse der Herren. Die Saison begann am 22. Juli 2011 und endete am 27. Mai 2012 und es nahmen insgesamt achtzehn Vereine an der Saison 2011/12 teil.
Absteiger aus der Ekstraklasa waren Arka Gdynia und Polonia Bytom. Aufsteiger aus der dritten polnischen Liga waren Olimpia Elbląg, Wisła Płock, Olimpia Grudziądz und Zawisza Bydgoszcz.

## Teilnehmer
An der 1. Liga 2011/12 nahmen folgende 18 Mannschaften teil:
| - Arka Gdynia - Bogdanka Łęczna - Dolcan Ząbki - Flota Świnoujście - GKS Katowice - Kolejarz Stróże - KS Polkowice - Olimpia Elbląg - Olimpia Grudziądz - Piast Gliwice - Pogoń Stettin - Polonia Bytom - Ruch Radzionków - Sandecja Nowy Sącz - Termalica Bruk-Bet Nieciecza - Warta Posen - Wisła Płock - Zawisza Bydgoszcz |

## Abschlusstabelle
| Pl. | Verein                       | Sp. | S  | U  | N  | Tore    | Diff. | Punkte |
| --- | ---------------------------- | --- | -- | -- | -- | ------- | ----- | ------ |
| 1.  | Piast Gliwice                | 34  | 19 | 7  | 8  | 057:400 | +17   | 64     |
| 2.  | Pogoń Stettin                | 34  | 18 | 7  | 9  | 054:300 | +24   | 61     |
| 3.  | Zawisza Bydgoszcz (N)        | 34  | 16 | 11 | 7  | 047:390 | +8    | 59     |
| 4.  | Kolejarz Stróże              | 34  | 16 | 9  | 9  | 040:340 | +6    | 57     |
| 5.  | Termalica Bruk-Bet Nieciecza | 34  | 15 | 11 | 8  | 042:260 | +16   | 56     |
| 6.  | Bogdanka Łęczna              | 34  | 15 | 9  | 10 | 050:370 | +13   | 54     |
| 7.  | Arka Gdynia (A)              | 34  | 13 | 12 | 9  | 050:410 | +9    | 51     |
| 8.  | Flota Świnoujście            | 34  | 12 | 13 | 9  | 046:430 | +3    | 49     |
| 9.  | Ruch Radzionków 1            | 34  | 13 | 9  | 12 | 046:510 | −5    | 48     |
| 10. | Warta Posen                  | 34  | 12 | 10 | 12 | 044:360 | +8    | 46     |
| 11. | Olimpia Grudziądz (N)        | 34  | 10 | 13 | 11 | 046:410 | +5    | 43     |
| 12. | Sandecja Nowy Sącz           | 34  | 10 | 10 | 14 | 042:460 | −4    | 40     |
| 13. | GKS Katowice                 | 34  | 9  | 12 | 13 | 033:380 | −5    | 39     |
| 14. | Dolcan Ząbki                 | 34  | 10 | 9  | 15 | 040:530 | −13   | 39     |
| 15. | Polonia Bytom (A)            | 34  | 9  | 9  | 16 | 037:510 | −14   | 36     |
| 16. | Wisła Płock (N)              | 34  | 9  | 8  | 17 | 039:500 | −11   | 35     |
| 17. | KS Polkowice                 | 34  | 7  | 9  | 18 | 040:640 | −24   | 30     |
| 18. | Olimpia Elbląg (N)           | 34  | 4  | 10 | 20 | 033:660 | −33   | 22     |

| (A) | Absteiger aus der Ekstraklasa 2010/11 |
| (N) | Aufsteiger aus der 2. Liga 2010/11    |

## Torschützenliste
| Pl. | Name                                        | Team               | Tore |
| --- | ------------------------------------------- | ------------------ | ---- |
| 01. | Wojciech Kędziora                           | Piast Gliwice      | 18   |
| 02. | Arkadiusz Aleksander                        | Sandecja Nowy Sącz | 16   |
| 03. | Adrian Błąd                                 | Zawisza Bydgoszcz  | 14   |
| 03. | Maciej Tataj                                | Dolcan Ząbki       | 14   |
| 05. | Rubén Jurado                                | Piast Gliwice      | 12   |
| 05. | Nildo                                       | Bogdanka Leczna    | 12   |
| 05. | Ricardinho (Fußballspieler, September 1989) | Wisła Płock        | 12   |
| 05. | Jakub Świerczok                             | Polonia Bytom      | 12   |
| 09. | Edi Andradina                               | Pogon Szczecin     | 11   |
| 09. | Wojciech Łuczak                             | Bogdanka Leczna    | 11   |